# Brod nad Dyjí
Brod nad Dyjí – gmina na Morawach w Czechach, w powiecie Brzecław, w kraju południowomorawskim. Według danych z dnia 1 stycznia 2012 liczyła 484 mieszkańców.